# The Equalizer (film)
The Equalizer is een Amerikaanse vigilante-actie-misdaadfilm uit 2014, geregisseerd door Antoine Fuqua. De film is gebaseerd op de televisieserie The Equalizer uit de periode 1985 - 1989.

## Verhaal
Robert McCall is een voormalig commando die zogenoemde "black operations" uitvoerde voor de overheid. Hij heeft zijn eigen dood in scène gezet om een teruggetrokken bestaan te kunnen hebben in Boston. Dit rustige bestaan komt echter tot een einde als hij opkomt voor een jong meisje dat onder dwang werkt voor een groot prostitutienetwerk en daarmee de Russische maffia achter zich aan krijgt.

## Rolverdeling
| Acteur             | Personage                     |
| ------------------ | ----------------------------- |
| Denzel Washington  | Robert McCall                 |
| Marton Csokas      | Teddy Rensen/Nicolai Itchenko |
| Chloë Grace Moretz | Teri/Alina                    |
| David Harbour      | Agent Frank Masters           |
| Haley Bennett      | Mandy                         |
| Bill Pullman       | Brian Plummer                 |
| Melissa Leo        | Susan Plummer                 |
| David Meunier      | Slavi                         |
| Johnny Skourtis    | Ralphie                       |
| Anastasia Mousis   | Jenny                         |
| Alex Veadov        | Tevi                          |
| Vladimir Kulich    | Vladimir Pushkin              |

## Achtergrond
De opnames begonnen juni 2013 en vonden plaats in Haverhill, Salisbury, Boston en Chelsea, in Massachusetts. De film was nog niet uitgebracht of Sony Pictures bleek al plannen te hebben om een vervolg te schrijven op de film. De film was voor het eerst te zien op het Internationaal filmfestival van Toronto op 7 september 2014.